# إميليو إستيفيز (لاعب كرة قدم)
إميليو إستيفيز (بالصينية: 蔡立靖) هو لاعب كرة قدم صيني في مركز الوسط، ولد في 10 أغسطس 1998 في تورونتو في كندا. لعب مع نادي يورك يونايتد.

## وصلات خارجية
- إميليو إستيفيز (لاعب كرة قدم) على موقع قاعدة بيانات كرة القدم.إي يو (الإنجليزية)
- إميليو إستيفيز (لاعب كرة قدم) على موقع ناشيونال فوتبول تيمز (الإنجليزية)
- إميليو إستيفيز (لاعب كرة قدم) على موقع Soccerway.com (الإنجليزية)
- إميليو إستيفيز (لاعب كرة قدم) على موقع عالم كرة القدم.نت (الإنجليزية)